# Eparquia de Zíquia
Eparquia de Zíquia (em russo:  Зихийская епархия), também eparquia de Nicópsis, eparquia de Tamatarca e Zíquia, eparquia de Zíquia e Matraquia, é uma antiga eparquia do Patriarcado de Constantinopla no território de Zíquia. Foi mencionada pela primeira vez no início do século VI. Existiu até o final do século XIV (como a metrópole de Zíquia e Matraca).
A sé diocesana localizava-se em Nicópsis, uma antiga cidade costeira que, segundo suposições, se situava ao sul de Fanagoria, entre os canais do delta do Cubã, na foz do rio Nechepsuho (arredores de Tuapse). No final dos séculos X e XI, a sé do arcebispado unido de Tamatarca e Zíquia localizava-se em Tamatarca. No século XII a sé foi devolvida a Nicópsis.